# Сторона (Дрогобицький район)
Сторо́на (Сторо́нна) —  село Дрогобицького району Львівської області. У верхньому кінці села знаходиться дерев'яна церква Благовіщення Пр. Богородиці, а внизу церква св. Миколая.
Сторона – село на берегах потоків Сторонявки (яка впадає до Бистриці а далі до Дністра) і Тисовця, за 32 км на південний захід від Дрогобича. Лежить на Підгір’ї.
28 серпня 2017 року в селі відкрито нову школу.

## Історія

### Походження назви села Сторона
Перша назва: Сторонна. Назву виводять від слова «сторонній». За переказами, ймовірно в XVI ст., один з отців-монахів, який жив у монастирі ЧСВВ в с.Монастирці, покинув згромадження, тобто відсторонився, пішов жити «на сторону», і обняв невеличку доти безіменну парафію на горі Ковтаві. Монах-«відсторонник,  «сторонна» парафія і спричинились до назви села, що звучала як Сторонна. За іншим переказом, назва походить від «сторонніх» утікачів, які переховувались тут від ординців. В історичній назві наголошують другу літеру «о». За СРСР селу дали назву Сторона. В сучасній назві наголошують літеру «а». Сусідує з селищем міського типу Підбужем, селами Залокотем, Жданівкою, Смільною, а також Недільною, Спринею, Монастирцем, Лопушною Самбірського району. Мікротопоніми: Шовтиство, Загор, Рудки, Жупка, Горбок, Луг, Левків, Медвежа, Шеньк, Запуст, Ковтава (Ковтало), Сторонявка. Відомі колишні власники села: пани Левицькі, граф Смолявський, який мав у Сторонній фільварок, який продав  барону Ґутману, а той передав його в оренду жидам.
На території села виявлено сліди селища давньоруського періоду. За ЛОАТПщо таке ЛОАТП?, село засновано в 1540 р. на горі Ковтаві й розбудовувалося з горішнього кінця. Селяни займались рільництвом, тваринництвом, мисливством. У XVII ст. жителі мали повинність возити до королівської солеварні по 150 возів дров на рік. У XVIII ст. село постачало робітників на королівську солеварню. Після скасування панщини в Галичині у 1848 р. селяни не змогли заплатити державі визначену суму за викуп своїх же лісів, і за рішенням Відня їх придбав за мінімальні гроші чеський барон Лібіґ.
Колись Сторона належала до Самбірського повіту. За Австрії село передано  до Дрогобицького повіту. До Першої світової війни проживали 1 тис. 724 особи: 1 тис. 656 українців, 34 поляки, 34 жиди. Восени 1914 р., починаючи від свята Покрови, на території села, що опинилося між двома фронтами, три тижні точилися запеклі бої, тричі рукопашні, між австрійськими і російськими військами. Загинуло понад 600 чоловік, у т.ч. кілька десятків селян. Взимку 1916 р. австрійська влада організувала перепоховання полеглих вояків на окремому цвинтарі в Підбужі біля підніжжя сторонянської гори.
До 1939 р. чисельність жителів села збільшилась до 1 тис. 860 українців, натомість поляків зменшилась до 15 осіб, жидів – до 20 осіб. Були ковалі, ткачі, стельмахи, гончарі, кошикарі, бондарі. Наприкінці 2007 р. проживали 1 тис. 887 осіб, з них 620 пенсіонерів.
За СРСР створено Сторонянську сільську раду, перегодом, село перейшло до Підбузької селищної ради. Землі у розподрядженні колгоспу, згодом перейшов у радгосп «Підбузький». Загальна площа земельних угідь – 2 682 га.
В урочищі Кути в листопаді 1944 року відбувся Бій під Стороною.

## Культура
Першу школу відкрито в 1886 р. у приміщенні панського фільварку, який громада купила в барона Ґутмана. До Першої світової війни існувала початкова школа на 2 класи, згодом розширена до 7-класної. Протягом 50 р. у ній вчителював подвижник шкільної освіти і народної просвіти Атанасій Томашек (похований у 1945 р. в Підбужі). Нині працює школа І-ІІ ступенів: 39 вчителів, 8 технічних працівників, 203 учні. У школі створено музейну кімнату з історії села на 35 експонатів.
У 1895 р. споруджено дім для читальні «Просвіти», громадської канцелярії, громадського шпихліру, тимчасового утримання під арештом порушників. У 1897 р. через москвофільські погляди священика замість читальні «Просвіти»  відкрито читальню москвофільського товариства ім. М.Качковського. Проіснувала до 1914 р., коли австрійська влада запроторила її керівників і активістів до концтабору в Талєрґофі (Австрія).
Першу читальню «Просвіти» відкрито в цьому приміщенні в 1914 р. після початку Першої світової війни. При читальні був хор, драматичний гурток, бібліотека. Після проголошення ЗУНР 79 молодих хлопців, у т.ч. 3 малолітні, добровільно зголосилися служити в УГА. До 1939 р. існували осередки товариств «Просвіта», «Сільський господар», інших. Нині працює Народний дім. При ньому є бібліотека на 15 тисяч книг,  фельдшерсько-акушерський пункт, 9 продуктових і промислових крамниць.
Є сакральні споруди XVIII-XIX ст.ст.

## Релігія
Перша згадка про церкву належить до 1507 р. В 1561 р. церкві надано ерекційну грамоту. Згодом польські королі Ян Казимир, Август ІІ надали церкві привілеї. У 1782 р. (за іншими джерелами в 1761 або 1769 р.) споруджено другу дерев’яну церкву. В 1872 р. замість неї споруджено (чи відновлено і добудовано стару) третю дерев’яну церкву Святого Миколи. У 1910 р. за проектом львівського архітектора Василя Нагірного споруджено четверту, кам’яну церкву Святого Миколи УГКЦ, нині УПЦ КП.  При церкві був колись і є нині церковний хор. Є парафільний дім для священика. Протягом 1963-1989 рр. стояла закрита. 1 тис. 200 віруючих.
У 1660 р. споруджено ще одну дерев’яну церкву. В 1738 р. над бабинцем на емпорі церкви зведено каплицю. У 1830 р. замість неї споруджено другу  дерев’яну церкву Благовіщення Пресвятої Богородиці УГКЦ. При церкві був колись і є нині церковний хор. Був парафіяльний дім для священика.
Православні УПЦ (МП): 5 віруючих. Інші віровизнання (баптисти): 23 віруючі.
9 каплиць. 8 придорожних хрестів.
Храмові празники  в с. Сторона – на свято Благовіщення 7 квітня, на свято Перенесення мощів святого Миколая 22 травня.

## Населення
На 01.01.1939 в селі було 2170 мешканців  — 2110 українців, 20 поляків, 10 латинників і 30 євреїв.

## Видатні постаті

### Терентій Піхоцький
Терентій Піхоцький (псевдо: «Оса», «Криця») — окружний провідник Дрогобицької округи ОУНР, старшина  УПА, командир охорони Першого великого збору, на якому в лісничівці поблизу с. Сприня була утворена Українська Головна Визвольна Рада (УГВР). Один з організаторів старшинської школи у селі Недільна Старосамбірського району. Очолював охорону Президента Української Головної Визвольної Ради Кирила Осьмака. Загинув у бою за Україну в 1944 році. Терентій Піхоцький був в'язнем польських тюрем.
Терентій Піхоцький народився у селі Сторона в 1912 році у бідній селянській родині. Його батько Василь походив із села Недільна Самбірського району.

### Марія Кундик
З села походить письменниця Марія Кундик (нар. в 1951 р.).

### Василь Якимів
Народився 29 травня 1914 р. Стрілець УНС із куреня «Омеляна»

### Іван Хом’як
Народився 7 вересня 1921 р. Псевдо «Лис» - командир повітової боївки ОУН

### Галина Пагутяк
Москале́ць Гали́на Васи́лівна, відома під творчим псевдонімом Пагутя́к Гали́на (26 липня 1958, Залокоть, Дрогобицький район, Львівська область) — сучасна українська письменниця. Лауреат Шевченківської премії з літератури (2010).
Батько — Василь Пагутяк, мати — Іванна Басараб.
Батьків рід походить з бойківського села Сторона, де, за словами письменниці, кожен другий — її близький або далекий родич.